# Río Collana
El río Collana es un río de la provincia de Tarma, Junín, que llega hasta el centro de la capital homónima en la que confluye con el río Huantay formando entre los dos el río Tarma.